# I nostri fantasmi
I nostri fantasmi è un film del 2021 diretto da Alessandro Capitani.

## Trama
Valerio è un padre rimasto vedovo e senza lavoro che deve accudire il figlio Carlo. Dopo lo sfratto dall'alloggio, padre e figlio si nascondono nella soffitta. Inizia un gioco contro i nuovi inquilini in cui entrambi si truccano e si spacciano per fantasmi, nel tentativo di difendere quell'appartamento di sotto dove sperano di rientrare.  
Tutti gli inquilini scappano finché non arriva la giovane israeliana Miryam con la piccola Emma. 
Ma anche Miryam scappa dai suoi fantasmi che sono un marito violento che vuole riprendersi la figlia. 
Valerio dovrà a tutti i costi allontanare l'ipotesi che i servizi sociali gli tolgano suo figlio Carlo e con l'aiuto di Miryam riuscirà nel suo proposito.

## Distribuzione
Il film è stato distribuito nelle sale cinematografiche italiane a partire dal 30 settembre 2021.